# فرودگاه شدیک بریج
فرودگاه شدیک بریج (به انگلیسی: Shediac Bridge Aerodrome) یک فرودگاه خصوصی است که یک باند فرود شن دارد و طول باند آن ۸۳۸ متر است. این فرودگاه در کشور کانادا قرار دارد و در ارتفاع ۸ متری از سطح دریا واقع شده است.